# Kyzylorda (tỉnh)
Kyzylorda (Kazakhstan: Қызылорда облысы, Qızılorda oblısı; Nga: Кызылординская область, Kyzylordinskaya Oblast), là một tỉnh của nước cộng hòa Kazakhstan, thủ phủ là thành phố Kyzylorda với dân số 157.400 người trên 590.000 là dân số của toàn tỉnh. Các khu dân cư quan trọng khác gồm có Aral, Qazaly, (Kazalinsk) và Baikonur của Nga quản lý. Kyzylorda tiếp giáp với quốc gia láng giềng Uzbekistan về phía nam (giáp các tỉnh Qaraqalpaqstan và Navoiy), ngoài ra còn có đường biên giới chung với 3 tỉnh của Kazakhstan: Aktobe tỉnh (phía tây), Karagandy tỉnh (phía bắc) và tỉnh Nam Kazakhstan (phía đông). Sông Syr Darya, chảy từ dãy núi Thiên Sơn ra biển Biển Aral, có chảy qua Kyzylorda. Tổng diện tích toàn tỉnh là 226.000 km2.

## Hành chính
Toàn tỉnh được chia thành 7 huyện và thành phố Kyzylorda. 
1. Aral, with the administrative center in the town of Aral;
2. Karmakshy, trung tâm hành chính Zhosaly;
3. Kazaly, trung tâm hành chính Ayteke Bi;
4. Shieli, trung tâm hành chính Shieli;
5. Syrdariya, trung tâm hành chính Terenozek;
6. Zhalagash, trung tâm hành chính Zhalagash;
7. Zhanakorgan, trung tâm hành chính Zhanakorgan.

Kyzylorda có 3 địa phương là thị xã: Aral, Kazaly, và Kyzylorda trong đó Baikonur nằm trong địa bàn của tỉnh nhưng đang nằm trong hợp đồng cho Nga thủ, đến năm 2050 mới hết hợp đồng.

## Liên kết
- Official regional administration website Lưu trữ ngày 9 tháng 8 năm 2007 tại Wayback Machine